# Từ Hướng Tiền
Từ Hướng Tiền (tiếng Trung: 徐向前, bính âm: Xú Xiàngqián, Wade-Giles: Hsu Hsiang-chen; 8 tháng 11 năm 1901 - 21 tháng 9 năm 1990), nguyên tên là Từ Tượng Khiêm, tự Tử Kính, là một nhà lãnh đạo quân sự cộng sản nổi bật tại Cộng hòa Nhân dân Trung Hoa. Ông là một trong số Thập đại Nguyên soái của Quân Giải phóng Nhân dân Trung Quốc.
Ông sinh tại thôn Vĩnh An, huyện Ngũ Đài, thành phố Hãn Châu, tỉnh Sơn Tây, Trung Quốc. Từ được nhận vào Học viện quân sự Hoàng Phố tháng 4 năm 1924. Ông giữ nhiều cấp bậc sĩ quan trong Quốc dân cách mạng quân trong giai đoạn từ năm 1925 tới năm 1927 và tham gia cuộc Bắc phạt. Từ gia nhập Đảng Cộng sản Trung Quốc tháng 3 năm 1927.
Năm 1929, ông được điều chuyển công tác tới vùng đông bắc Trung Quốc, cùng Đái Khắc Mẫn khởi thảo "Quân sự vấn đề quyết nghị án". Sau đó trở thành chỉ huy tại phương diện quân số 4 (Hồng tứ phương diện quân) của Hồng quân Trung Quốc, dưới sự chỉ huy chung của Trương Quốc Đào. Ông phục vụ như là một vị chỉ huy chủ chốt của Trương cùng với Diệp Kiếm Anh là tham mưu trưởng. Trong thời gian này, ông giúp Trương thiết lập các cơ sở mới của những người cộng sản và mở rộng phương diện quân số 4 của Hồng quân Trung Quốc mặc dù vợ ông bị Trương Quốc Đảo xử bắn trong các vụ thanh lọc chính trị của ông này. Trong khi bị nghi ngờ và giám sát bởi các chính ủy của Trương, Từ Hướng Tiền đã chỉ huy 80.000 quân của phương diện quân số 4 tại Tứ Xuyên giành được những chiến thắng to lớn trước đội quân của Quốc Dân Đảng với số lượng trên 300.000, giết chết trên 100.000 trong số này, cũng như đánh bại và làm tan rã 200.000 quân còn lại. Từ Hướng Tiền vẫn trung thành với Trương Quốc Đảo mặc dù không được ông này tin cậy và không giống như Diệp Kiếm Anh, người đã bỏ Trương để theo Mao Trạch Đông sau khi Mao và Trương bất hòa, Từ thực hiện một cách trung thành những mệnh lệnh thiếu thực tế của Trương, chúng đã kết thúc trong thảm họa một cách hiển nhiên không thể tránh được và cuối cùng đã dẫn tới sự đánh mất quyền lực của Trương.
Trong thời kỳ Chiến tranh Trung-Nhật (1937-1945), Từ chiến đấu chống lại đội quân xâm lược của người Nhật, và thiết lập các cơ sở cộng sản tại miền bắc Trung Quốc. Các cơ sở này đã chứng tỏ là thành trì cộng sản vững chắc và khi cơ quan đầu não của những người cộng sản tại Thiểm Tây buộc phải sơ tán do áp lực quân sự của Quốc dân đảng thì người ta đã chọn địa điểm sơ tán là cơ sở do Từ thiết lập.
Sau Đại chiến thế giới lần thứ 2, Từ Hướng Tiền tham gia vào cuộc chiến đấu với quân đội Quốc Dân Đảng và ông đã chứng tỏ được khả năng quân sự của mình, thường là trái ngược với học thuyết quân sự của Mao. Ví dụ, khi đối phương mạnh hơn, học thuyết quân sự của Mao nhấn mạnh tới việc giành được các chiến thắng cục bộ bằng cách tập trung lực lượng để tạo ra ưu thế quân số tuyệt đối trước đối phương trong một trận đánh cục bộ cụ thể nào đó, thường là gấp ít nhất là 3 hay 4 lần sức mạnh của đối phương (tốt hơn là 5 hay 6 lần), và tích lũy các chiến thắng nhỏ thành các chiến thắng lớn. Theo cách này, các bất lợi về kỹ thuật và quân số của sức mạnh tổng thể có thể được giải quyết có hiệu quả. Ngược lại, Từ Hướng Tiền, trong trận chiến chống lại lực lượng quân đội thuộc quyền chỉ huy của người đồng hương Sơn Tây với ông là Diêm Tích Sơn bên phía Tưởng Giới Thạch, đã không tuân theo học thuyết quân sự của Mao bằng cuộc tấn công táo bạo vào lực lượng có ưu thế về số lượng và kỹ thuật của Quốc dân đảng trong các trận đánh và giành được thành công đáng ngạc nhiên: lực lượng chủ lực của Từ chỉ có 60.000 người vào đầu chiến dịch và trong vòng 18 tháng, lực lượng này đã đánh bại hoàn toàn lực lượng 350.000 quân với ưu thế về xe pháo của Diêm Tích Sơn, làm mất đi 300.000 trong số này, chỉ còn 50.000 quân là có thể rút lui được về pháo thành Thái Nguyên. Trong cuộc tấn công cuối cùng vào Thái Nguyên, lực lượng của Từ chỉ với 100.000 quân một lần nữa lại đánh bại đội quân 130.000 người của Diêm Tích Sơn để chiếm lấy thành phố này.
Sau khi những người cộng sản giành được quyền kiểm soát Trung Hoa đại lục vào năm 1949, Từ Hướng Tiền phục vụ trong vai trò là tổng tham mưu trưởng của Quân đội giải phóng nhân dân, phó chủ tịch Ủy ban quân sự trung ương năm 1954, và được phong nguyên soái năm 1955.
Ông là phó thủ tướng Quốc vụ viện từ tháng 3 năm 1978. Từ cũng là người bảo vệ Đặng Tiểu Bình khi Đặng bị thanh lọc ra khỏi chính quyền năm 1976. Ông là một trong số những nhà lãnh đạo quân sự ủng hộ vụ lật đổ bè lũ bốn tên của Hoa Quốc Phong.
Sau đó ông là bộ trưởng quốc phòng từ năm 1978 tới năm 1981. Cũng trong năm 1978, Từ Hướng Tiền suýt chết trong vụ tai nạn của cuộc trình diễn HJ-73 ATGM khi quả tên lửa bất ngờ trục trặc và quay ngoắt 180 độ sau khi đã bay đi được vài trăm mét để chuyển động theo hướng ngược lại về phía bục quan sát nơi Từ và các sĩ quan cao cấp khác của Trung Quốc đang ngồi, và tiếp đất ngay phía trước bục quan sát này. Rất may là quả tên lửa không nổ, Từ cùng những người khác tại bục quan sát đã thoát chết và còn ở đó cho đến khi kết thúc cuộc trình diễn. Ban đầu Từ không có kế hoạch tham dự cuộc trình diễn, nhưng do cả Diệp Kiếm Anh lẫn Nhiếp Vinh Trăn, những người có kế hoạch tham dự buổi trình diễn, đã phải nhập viện vào thời gian này, nên Từ đã được mời thay thế.
Từ cũng là người chỉ huy cuộc chuẩn bị của Quân đội giải phóng nhân dân Trung Hoa cho cuộc chiến tranh Trung-Việt năm 1979.